# 小行星6392
小行星6392（英語：6392 Takashimizuno）是一颗围绕太阳公转的小行星。1990年4月29日，水野義兼、古田俊正在可儿市发现了此天体。
这颗小行星的绝对星等为248.3204268478847等。